# Caullery
Caullery is een gemeente in het Franse Noorderdepartement (regio Hauts-de-France) en telt 448 inwoners (1999). De plaats maakt deel uit van het arrondissement Cambrai.

## Geografie
De oppervlakte van Caullery bedraagt 2,5 km², de bevolkingsdichtheid is 179,2 inwoners per km².
De onderstaande kaart toont de ligging van Caullery met de belangrijkste infrastructuur en aangrenzende gemeenten.

## Demografie
Onderstaande figuur toont het verloop van het inwonertal (bron: INSEE-tellingen).